# Den internationale boykot af sommer-OL 1980
Den internationale boykot af sommer-OL 1980 var en boykot, der blev gennemført mod sommer-OL 1980 i Moskva i Rusland som en protest mod Sovjetunionens invasion af Afghanistan 27. december 1979.

## Baggrund
Selv om Den Internationale Olympiske Komité (IOK) ikke ønsker at blande politik og idræt sammen, sagde USAs præsident Jimmy Carter at USA ville boykotte legene i Moskva hvis ikke Sovjetunionen trak sine styrker ud af Afghanistan inden 23. februar 1980. Dette skete ikke, og boykotten blev gennemført.

## Stater, der deltog i fuld boykot af legene
| - Albanien - Amerikanske Jomfruøer - Antigua og Barbuda - Argentina - Bahamas - Bahrain - Bangladesh - Barbados - Belize - Bermuda - Bolivia - Canada - Caymanøerne - Tchad - Chile - Forenede Arabiske Emirater - Nederlandske Antiller - Centralafrikanske Republik - Filippinerne - Kina - Elfenbenskysten - Egypten |  | - El Salvador - Fiji - Gabon - Gambia - Vesttyskland - Ghana - Haiti - Honduras - Hongkong - Indonesien - Iran - Israel - Japan - Kenya - Sydkorea - Liberia - Liechtenstein - Malawi - Malaysia - Marokko - Mauretanien - Mauritius |  | - Monaco - Niger - Norge - Pakistan - Panama - Papua Ny Guinea - Paraguay - Qatar - Saudi-Arabien - Singapore - Somalia - Sudan - Surinam - Swaziland - Thailand - Kinesisk Taipei - Togo - Tunesien - Tyrkiet - Uruguay - USA - DR Kongo |

## Alternative markeringer fra deltagende nationer
Seksten stater, som valgte at deltage under legene, markerede sympati med Afghanistan på forskellige måder. Tretten stater valgte at deltage under det olympiske flag i stedet for deres eget nationale flag. Tre stater valgte at deltage under sit nationale olympiske komités (NOK) flag. Under medalje ceremonier, hvor disse stater havde vundet medaljer, blev henholdsvis det olympiske flag eller NOK flag hejst. Hvis en af disse stater vandt guldmedalje, blev den olympiske hymne afspillet i stedet for nationalsangen.

### Stater, der deltog under det olympiske flag
| - Australien - Andorra - Belgien | - Danmark - Frankrig - Irland | - Italien - Luxembourg - Holland | - Puerto Rico - San Marino - Storbritannien - Schweiz |

### Stater, der deltog under NOK-flag
- New Zealand
- Portugal
- Spanien

### Stater, der ikke deltog under åbningsceremonien
Syv nationer valgte ikke at deltage ved åbningsceremonien:
| - Belgien - Frankrig - Italien - Luxembourg | - Holland - San Marino - Schweiz |  |

### Stater, der deltog i åbningsceremonien med kun flagbærer
To nationer deltog i åbningsceremonien med kun flagbærer:
- Storbritannien – Richard Palmer
- Irland – Ken Ryan[3]